# Полуденний демон
«Полуденний демон: Атлас депресії» —  мемуари, написані американським письменником Ендрю Соломоном та вперше опубліковані у 2001 році. Книга написана на основі статей Соломона про депресію в New Yorker, в якій він був автором дописів з 1993 по 2001 рік.

## Історія
«Полуденний демон: Атлас депресії» вперше був надруковано під маркою Scribner у нью-йоркському видавництві Simon & Schuster  у 2001 році. Пізніше було ще одне видання у м’якій обкладинці видавництва Touchstone. Полуденний демон досліджує особисті, культурні та наукові аспекти депресії на основі інтерв’ю Соломона з хворими на депресію, лікарями, науковцями, політиками та фармацевтичними дослідниками. У книзі Соломон описує депресію та аналізує її вплив на окрему людину і на суспільство в цілому. 
У 2015 році видавництво Charles Scribner's Sons опублікувало нове видання, в якому було додано розділ про нові методи лікування депресії.
Книга «Полуденний демон: Атлас депресії» була перекладена на двадцять чотири мови. 

## Рецензії
«Полуденний демон» отримав схвальний відгук критиків. В The New York Times його назвали «книгою надзвичайного масштабу, глибини, широти та життєвої сили». У 2001 році книгу було відзначено Національною книжковою премією за нонфікшн  і Літературною премією Лямбда за автобіографію чи мемуари. У 2002 році книга стала фіналістом Пулітцерівської премії в номінації «Загальна документальна література».
У 2019 році мемуари посіли 23 місце в списку 100 найкращих книг 21 століття The Guardian .